# Новоконстантиновка (Альшеевский район)
Новоконстантиновка, Новая Константиновка (баш. Яңы Константиновка) — село в Зеленоклиновском сельсовете Альшеевского района Республики Башкортостан Российской Федерации.

## География
Находится в истоке р. Кызыл.

### Географическое положение
Расстояние до:
- районного центра (Раевский): 50 км,
- центра сельсовета (Зелёный Клин): 5 км,
- ближайшей железнодорожной станции (Раевка): 50 км.

## История
Основано в 1894—95 гг. переселенцами из Новозыбковского уезда Черниговской губернии.

## Население
| 2002 | 2009 | 2010 |
| ---- | ---- | ---- |
| 118  | ↗123 | ↘99  |

Согласно переписи 2002 года, преобладающие национальности — русские (38 %), башкиры (36 %).

## Известные уроженцы
- Демичева, Раиса Николаевна (1928—1995) — бригадир Дорошевской комплексной бригады колхоза «Коммунар» БАССР, Герой Социалистического труда.
- Овчаров, Степан Семёнович (1909—1943) — командир орудия 4-й батареи 197-го гвардейского артиллерийского полка (92-я гвардейская стрелковая дивизия, 37-я армия, Степной фронт), гвардии сержант, Герой Советского Союза.